# Sadinja vas (gmina Lublana)
Sadinja vas – wieś w Słowenii, w gminie miejskiej Lublana. W 2018 roku liczyła 450 mieszkańców. 